# チューリッヒ空港駅
チューリッヒ空港駅（ドイツ語: Bahnhof Zürich Flughafen）は、スイスのチューリッヒ空港にある鉄道駅である。駅は、チューリッヒ州、クローテンにある空港のメイン乗客ターミナルの真下に位置している 。
もともと、駅は都市間急行のみが乗り入れる予定であったが、現在は、長距離列車、スイス各都市への列車、さらにチューリッヒ・SバーンのS 2 とS 16 が乗り入れている。特に所要約10〜15分かかるチューリッヒ中央駅へは、昼間は1時間あたり約10本と、頻繁に発着している。
駅は、オエリコンとバッサースドルフの間の空港線に位置しており、1980年に開業した。この路線は、チューリッヒ中央駅とウィンタートゥールを結ぶスイス連邦鉄道の路線の主要な一区間を構成している。完全に地下にある駅には、長さ400メートル (1,300 ft)の4面のプラットホームがあり、1日あたりおよそ300本の列車が発着する。
エアポート・ターミナル・コンプレックスにはさらに、路線バスやシュタットバーン・グラッタル、チューリッヒ・トラムの10系統、12系統の路面電車も乗り入れている。
チューリッヒ空港駅
- 駅に停車するバーゼル行きの列車
- 駅の壁